# Birkelhöhle
Die Birkelhöhle ist eine Höhle im Landkreis Heidenheim.

## Beschreibung

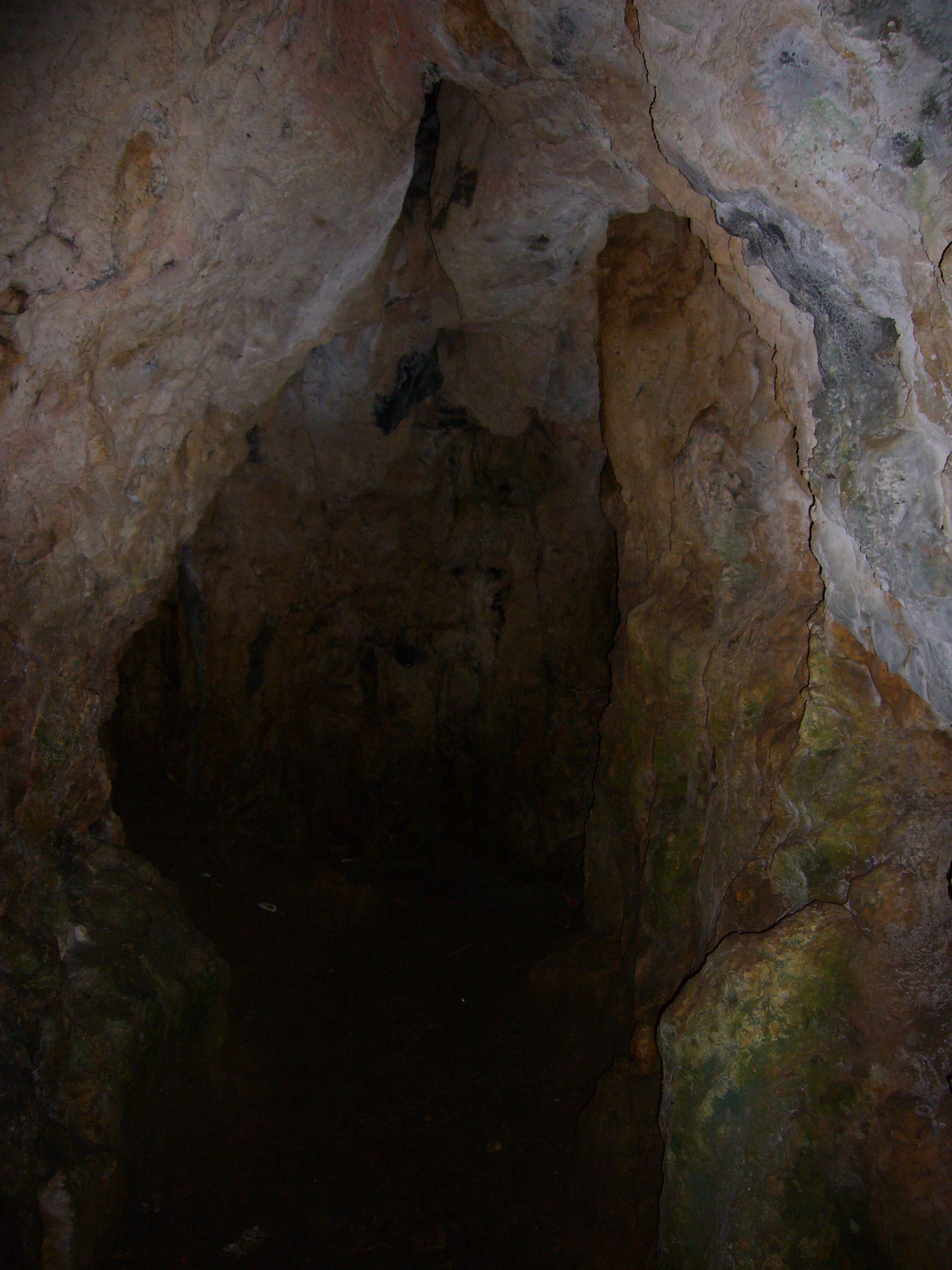
Im Innern der Birkelhöhle

Der Höhleneingang befindet sich rund 2,5 Kilometer östlich von Heidenheim an der Brenz im Waldgebiet Buchschorren, unweit der Bohnerzgruben. 
Es handelt sich um eine 51 Meter lange Spaltenhöhle, die horizontal in das dortige Juragestein verläuft. Die Höhle weist ein Profil in Form eines Schlüssellochs auf und ist gefahrlos begehbar.